# Fiat 500
El Fiat 500 fou un automòbil fabricat per l'empresa italiana Fiat entre 1957 i 1975. Llançat al mercat com a la Nuova 500, va ser presentat com un auto urbà barat i pràctic que podia fer front a la congestió que ja començaven a patir les ciutats italianes.
El Fiat 500, afectuosament anomenat a Itàlia "Cinquino", és sens dubte un dels automòbils italians més famosos i actualment objecte del desig d'aficionats als automòbils clàssics, tot i que la història d'aquest model no és tan coneguda.

## Introducció Històrica
Encara que semble estrany, la idea original procedeix del dictador Benito Mussolini de l'any 1930, el "Duce" havia convocat el patró de la FIAT Giovanni Agnelli per a impulsar el seu projecte de motoritzar Itàlia amb un vehicle econòmic que no superés el cost de 5.000 lires de l'època.

## El 500 que mai no va néixer
Preocupat pel complicat encàrrec, al qual hagués renunciat de bona gana, Agnelli va deixar la qüestió als dissenyadors de l'oficina tècnica de la FIAT, que van considerar dues línies d'actuació oposades. La primera considerava possible aconseguir-ho amb la tecnologia ja utilitzada per l'empresa, estalviant mà d'obra i materials. La segona, pensant que la FIAT no tenia al seu abast la possibilitat de fabricar el producte adequat en el temps amb què comptaven, proposava confiar el projecte al tècnic Oreste Lardone, que ja tenia experiència en la fabricació d'automòbils barats a Itàlia.
Inicialment, la direcció de la FIAT va seguir endavant amb les dues línies de treball, encarregant a l'oficina tècnica un projecte seguint els procediments de l'empresa i, alhora, encomanant una altra alternativa al reduït equip encapçalat per Oreste Lardone.
Lardone no podia creure que comptava amb tot el potencial de la FIAT per a dur endavant les seues idees. En principi, el nou cotxe hauria de tenir quatre places i un motor de dos cilindres de 500cc, refrigerat per aire o aigua i disposar de tracció davantera.
L'estiu de 1931 quan el prototip del "500 – tutto avanti" està enllestit per a fer les primeres proves a la pista. Giovanni Agnelli estava impacient per verificar el producte i comunicar la notícia a Mussolini. El predecessor "FIAT 500", després de recórrer tranquil·lament alguns quilòmetres, durant una pujada va patir un incendi que va obligar els ocupants a saltar a terra. L'incident, segurament es va deure a una errada mecànica sense importància, però Agnelli va ordenar l'acomiadament de Lardone i la prohibició per a sempre de fabricar automòbils amb tracció davantera, que va ser respectada fins a 1971, quan es va presentar el Fiat 127.
El projecte va continuar sense entusiasme fins a octubre de 1932, quan Mussolini visita l'empresa sense avisar. El vertader motiu de la manca d'idees que patia l'oficina de projectes, encapçalada per Antonio Fessia i Tranquillo Zerbi es devia al fet que estaven convençuts que el model adequat era el que havien prohibit a Lardone, i probablement no volien seguir amb un projecte desencertat només per donar suport a la fòbia injustificada d'Agnelli.
El mateix Fessia deixa el projecte en mans de Dante Giacosa, un jove enginyer que aleshores l'assistia en la projecció del "Balilla", en considerar-lo la persona adequada per reeixir amb aquell repte.

## El 500 "Topolino"
Dante Giacosa pren les regnes del projecte i després de mesos de càlculs i dissenys acaba concebent una còpia a escala reduïda del "Balilla".

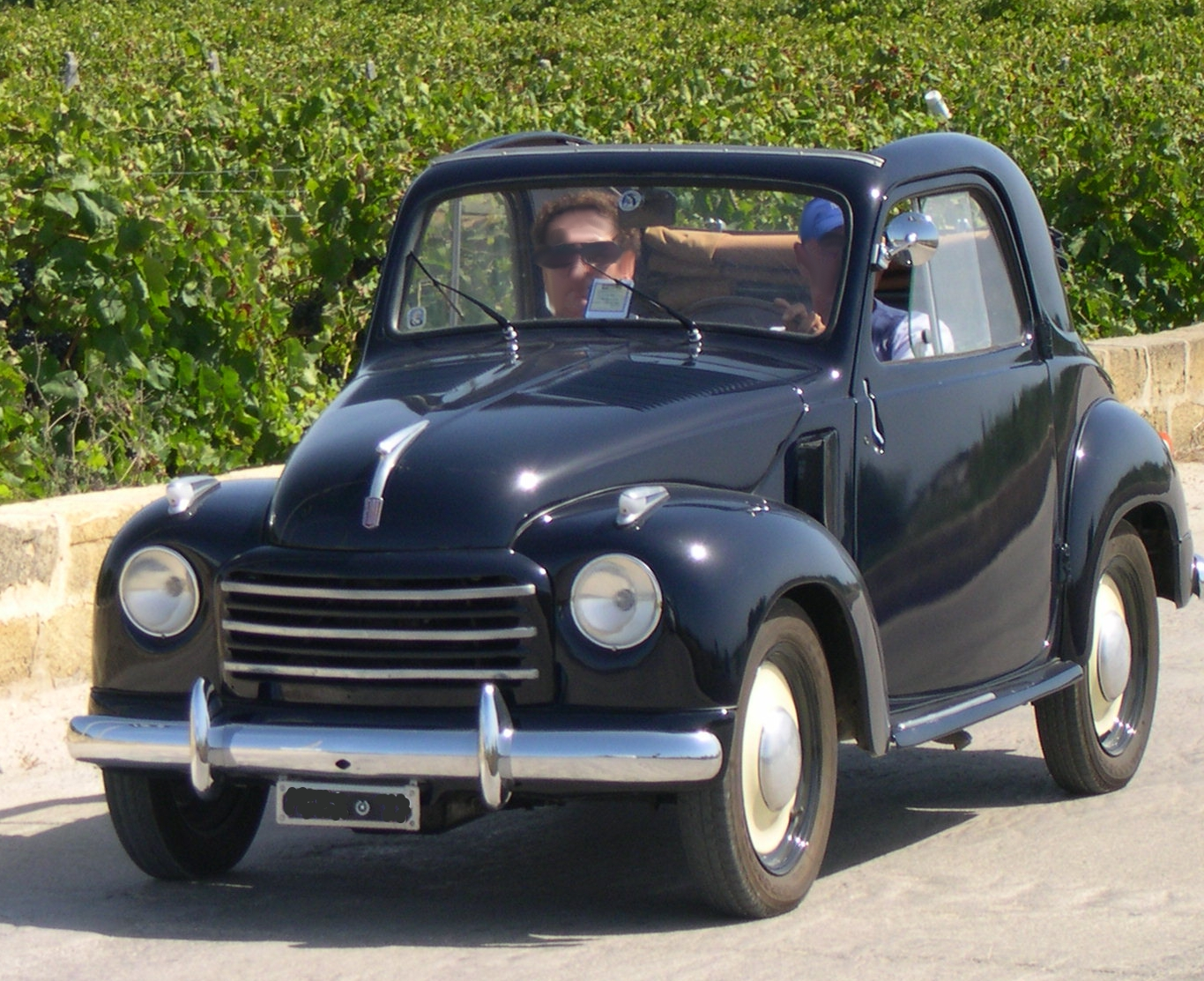
Fiat 500 "Topolino"

El 15 de juny de 1936, surt al mercat el FIAT 500 A, que seria conegut arreu amb el nom de "Topolino". Un vehicle modest per tècnica i prestacions venut per 8.900 lires (vint vegades el sou d'un operari especialitzat).
Alhora, el mateix any, Ferdinand Porsche enllestia el prototip definitiu del que seria conegut com a "escarabat", que Hitler li havia encomanat amb la mateixa finalitat i que es venia per 990 marcs (cinc vegades el sou d'un operari especialitzat).
El "Topolino" assoliria un èxit discret, gràcies a la fama dels automòbils italians; de fet el 1936 a la Itàlia del 36 circulaven només 222.000 automòbils per a 42 milions d'habitants (un vehicle per a cada 220), deu vegades menys que a França i quaranta vegades menys que als Estats Units.
La producció del "500-Topolino" va continuar fins després de la Segona Guerra Mundial.
En 1945, a la mort d'Agnelli, Antonio Fessia que havia cregut poder transformar tecnològicament la FIAT proposant un vehicle avançat sense estar sotmès a les restriccions de l'alta direcció, de manera que va abandonar l'empresa per a marxar a Lancia, on va poder materialitzar les seues idees en la forma de productes com el Lancia Flavia o el Lancia Fulvia.

## El Nou 500
Després de la Segona Guerra Mundial, la direcció de la FIAT va passar a mans de Vittorio Valetta, que havia assumit el repte de motoritzar la nova República Italiana.
Se cert que si en els anys 30 el projecte del "Topolino" no era massa innovador, els anys 50 ja estava superat. La disminució de les vendes i els pocs vehicles exportats va palesar la necessitat de construir un vehicle més modern i econòmic que Valletta va encarregar a Dante Giacosa.
La dificultat del projecte convertia a Giacosa com a la persona adequada per a dur-lo endavant. Potser Giacosa no era un gran innovador, però era fortament pragmàtic i capaç d'abordar la tasca amb els mitjans de què disposava l'empresa.
La idea sobre de la qual va partir arriba inesperadament de Hans Meter Bauhof, un jove empleat alemany de la Deutsche-Fiat de Weinsberg, que en 1953 envia a Torí els dissenys d'un petit automòbil per a dues persones, inspirat en les formes de l'escarabat. Respecte d'aquest, tant el volum, com el nombre de cilindres i les places disponibles són dos en compte de quatre. Com en el cas del Volkswagen, la tracció i el propulsor serien al darrere, però el motor seria de dos temps.
Giacosa examina el projecte Bauhof rebutjant immediatament la idea del motor, però tant la carrosseria com l'esquema tècnic li semblen perfectes per a obtenir un reduït cost de producció. Giacosa no tenia temps per a projectar i posar en el mercat un motor diferent, de manera que crea el Fiat 600, llançat en 1955 amb un motor derivat del que muntava el "Topolino", obtenint un èxit immediat.
Una vegada satisfets els objectius de l'empresa i amb la cadena de muntatge a ple ritme, Giacosa es pot concentrar en la concepció del motor de la "Nuova 500"
Finalment, el motor va ser de quatre temps, refrigerat per aire forçat. Es van provar diferents prototips amb distintes configuracions per al motor, entre les que es va escollir la del motor longitudinal amb dos cilindres paral·lels, de 479cc i 13CV de potència. Per tal de reduir les vibracions, a causa de la disposició dels cilindres, aquest es munta sobre una barra transversal posterior que aviat es convertirà en un dels trets més destacables del Fiat 500.

### La primera sèrie

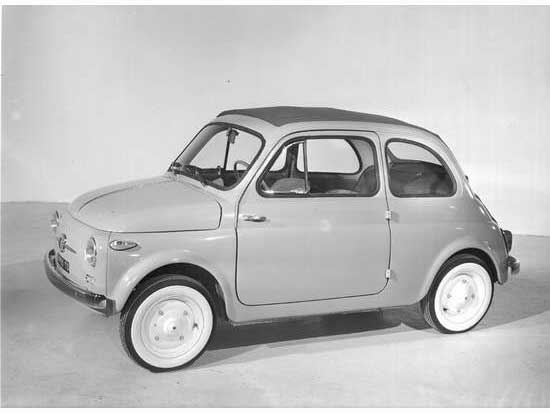
Nuova 500 primera sèrie

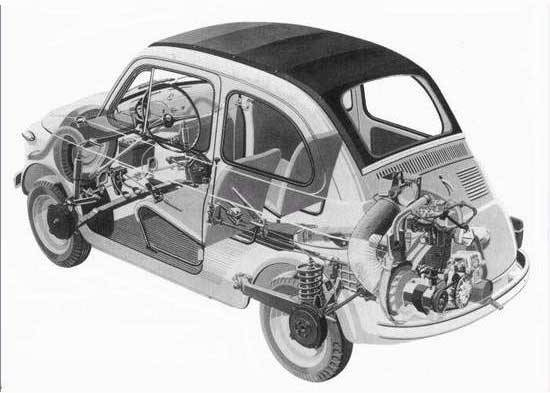
Nuova 500 primera sèrie

L'automòbil es presenta al públic el 4 de juliol de 1957 amb el nom de "Nuova 500" per tal de subratllar la descendència del "500 Topolino" que havia arribat a la sèrie "C" que ja no es produïa des d'uns anys abans. La velocitat màxima era de 85 km/h, i el preu de llançament de 490.000 lires (alt comparant amb el del Fiat 600).
Els acabats de la primera sèrie són veritablement espartans, manquen els cromats tan desitjats pels italians aleshores. Els llums són de comandament únic Bosch de sis posicions i els vidres fixos. El sostre se substituït per una capota de tela que a les primeres versions arribava pel darrere fins a la tapa del motor. La tracció és posterior, com a la majoria de vehicles de l'època, la suspensió és la mateixa del Fiat 600, com els intermitents davanters.
L'acollida pel mercat va ser freda, feia una impressió massa bàsica i les prestacions decebien una mica, amb un motor poc potent, poc elàstic i amb una velocitat màxima reduïda. La reacció de FIAT no es va fer esperar i un parell de mesos més tard va presentar una versió lleugerament millorada, però que encara no acaba de satisfer les expectatives de la clientela. Aleshores es pensa en una millora més profunda, treballant sobre el motor i l'equipament. El mes de novembre apareixen dues noves versions la "Nouva 500 economica" i la "Nouva 500 standard", presentades al Saló de l'Automòbil de Torí.

### El 500 econòmic
Presentat en novembre de 1957 és pràcticament idèntic a la primera versió, però amb una potència incrementada fins a 15CV i petits detalls més. La velocitat màxima arribava als 90 km/h, mentre que el preu es reduïa fins a les 465.000 lires.

### El 500 estàndard
Presentat junt al 500 econòmic és la versió amb la que es pretén rellançar el 500 i captivar els clients italians. Amb les mateixes prestacions de l'econòmic i dotat de cromats manté el preu anterior de 490.000 lires.
Amb aquest model s'inicia el "boom" que culminarà en els anys 60 amb la versió "D". El petit cotxe agrada, les vendes pugen i esdevé un fenomen social junt al Fiat 600.

### El 500 sport
Presentat en 1958 ofereix majors prestacions per als apassionats i pretén incrementar les vendes gràcies a la imatge obtinguda en competicions esportives tant de la mateixa marca com participacions importants amb altres de la mateixa categoria.
Les modificacions que afecten al motor i la carrosseria són nombroses. El 500 sport es reconeix immediatament pel seu sostre rígid de metall, sense capota i per la pintura de la carrosseria. La cilindrada del motor augmenta fins a 499,5cc., la potència puja fins als 21,5 CV i la velocitat supera els 105 km/h. El motor serà posteriorment adoptat per les versions D, F i L. El preu puja aleshores fins a les 560.000 lires.
Després arriba una versió amb sostre solar, amb un preu inferior al de la versió de sostre metàl·lic (495.000) en una època en què el cost de producció dels automòbils estava íntimament lligat a la quantitat de xapa utilitzada.
Ben aviat arriben els èxits en competició del 500 sport, guanyant diverses curses, destacant-ne la de les 12 hores de Hochenheim de 1958, on es va classificar entre els quatre primers llocs de la categoria de fins a 500cc, incrementant l'interès del públic en tota la gamma tal com esperava l'empresa.

### El 500 transformable i el 500 sostre solar

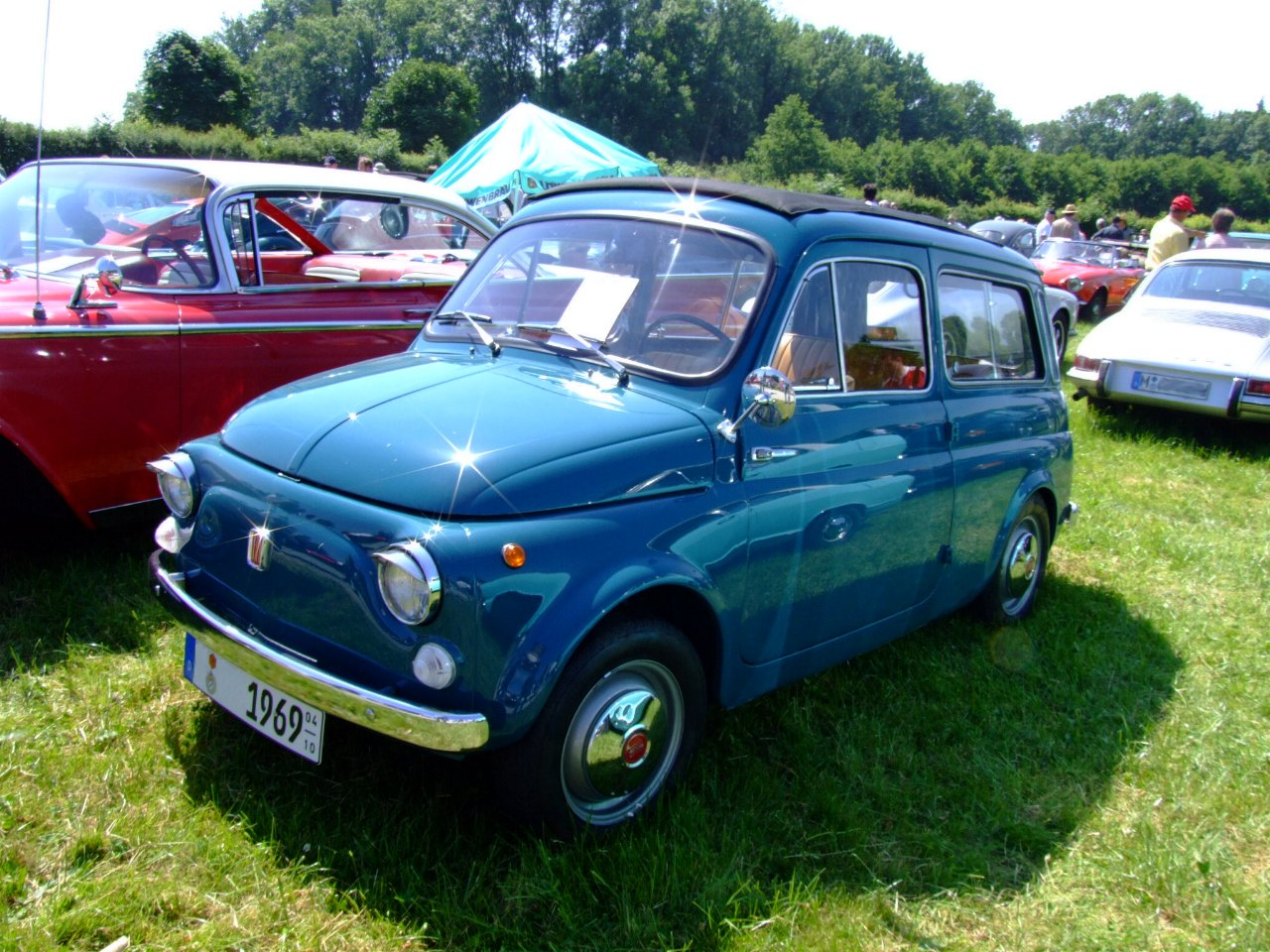
Fiat 500 "Giardiniera" (1969)

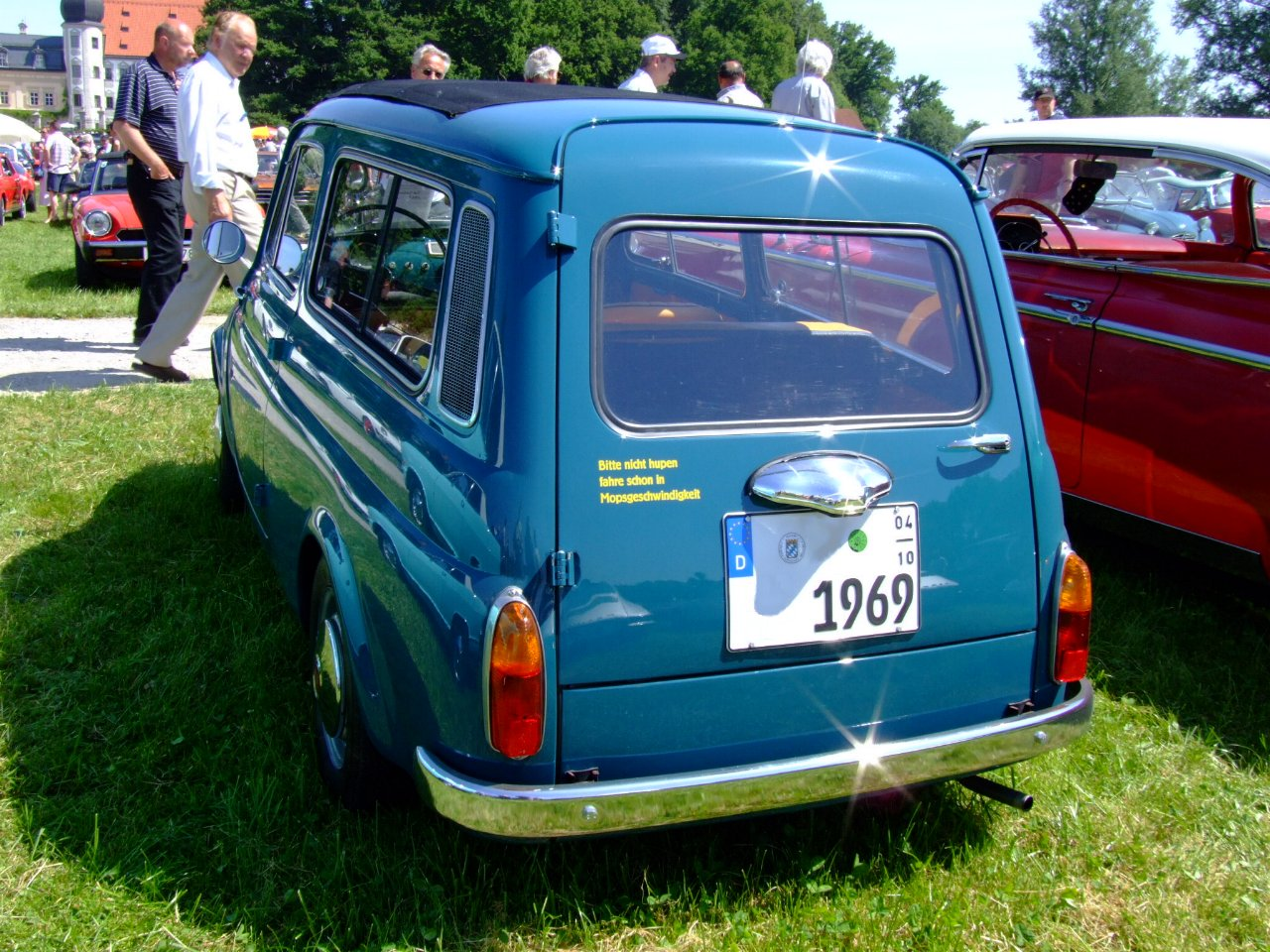
Fiat 500 "Giardiniera" (1969)

En 1959 el 500 és homologat per a quatre places i es presenta al Saló de Ginebra en dues noves versions que substitueixen el 500 econòmic i el 500 estàndard.
En octubre del mateix any la gamma s'adequa al nou Codi de Trànsit italià. Des d'aleshores els fars sobresortien de la carrosseria, s'eliminaven les preses d'aire sota els fars i el seu lloc seria ocupat pels intermitents frontals que també feien de llums de posició. Els pilots posteriors també creixen adoptant una forma més rectangular, distingint-se dels anteriors que s'assemblaven més a una gota d'aigua invertida.
En 1960 es presenta la versió familiar del 500, la coneguda "Giardiniera", que es mantindria en producció fins a 1977. El mateix any apareix el 500 D, amb el motor de 499,5cc. i una potència de 17,5CV.
A partir de 1965 les portes del 500 deixen d'obrir-se a per davant per a passar a la configuració que és habitual actualment, canvi que també va patir el Fiat 600. El mateix any es presenta el 500 F. En 1968 apareix la versió "Lusso".
El 500 deixa de fabricar-se, substituït per un cotxe amb una configuració molt semblant, el Fiat 126. La producció de la "Giardiniera" es manté un parell d'anys més. La producció total, entre 1957 i 1977 s'acosta als 3 milions d'unitats.
El 500 ha esdevingut un símbol d'Itàlia i el seu estil de vida, sent encara una postal habitual als seus pobles i ciutat, així com objecte de desig dels col·leccionistes d'automòbils clàssics.